# Ассеев, Игорь Михайлович
И́горь Миха́йлович Ассе́ев (1921—1996) — советский и украинский композитор и музыкальный педагог, доктор искусствоведения.

## Биография
И. М. Ассеев родился 7 марта 1921 года в Ростове-на-Дону.
В 1952 году окончил теоретико-композиторский факультет Музыкально-педагогического института им. Гнесиных по классу композиции Т. Н. Хренникова.

С 1949 года — преподаватель детской музыкальной школы.

В 1952—1957 годах и с 1967 года преподаватель Одесской государственной консерватории.

Автор музыкальных произведений в различных жанрах.

## Произведения

### Балеты
- «Легенда о Ларре» (по М. Горькому, 1971)

### Оратории и кантаты
- «Сильна страна моя», кантата, на стихи С. Васильева и С. Северцева (1952)
- «Величальная Москве», к 300-летию воссоединения Украины с Россией, кантата, на стихи А. Ющенко (1954)

### Для оркестра
- «Три пальмы», симфоническая поэма, по М. Лермонтову (1941)
- «2 сюиты: из балета Легенда о Ларре», (1961—1971)
- «Танцевальная», , сюита, (1963)
- «Реквием Памяти неизвестного матроса», музыка к памятнику неизвестному матросу в Одессе на стихи Р. Рождественского (1964)

### Для хора
- «Обещаем тебе» (посв. Ленину) вокально-симфоническая поэма на стихи В. Маяковского, 1970
- «Вокально-симфонический монумент Героям, павшим в боях за Советскую Родину» на стихи И. Рядченко, 1967

### Другое
- Концерты:
  - для фортепиано с оркестром народных инструментов (1948, 1950)
  - для фортепиано с оркестром (1957)
  - для фортепиано — «Сказка» (1956), детский цикл «В зоопарке» (1962)
  - для двух фортепиано «Карнавал» (1957)
- произведения для виолончели и фортепиано: Поэма-соната (1950), «Думка» (1959);
- произведения для органа: цикл симфонических фуг (1972), вариации (1972);
- произведения для голоса и фортепиано: 2 вокальных цикла на стихи, найденные в лагере смерти Заксенхаузен, 1961), цикл на стихи С. Есенина (1960);
- песни на стихи Л. Барабанова, К. Иванова, А. Суркова, А. Жарова, М. Исаковского;
- хоровые произведения: цикл на стихи И. Франко (1957);
- музыка к драматическим спектаклям.